# Tinderbox
Albums de Siouxsie and the Banshees
Hyæna
(1984) Through the Looking Glass
(1987)
Tinderbox est le septième album studio de Siouxsie and the Banshees. 
La formation qui a enregistré cet album est composée de Siouxsie, Steven Severin, Budgie et d'un nouveau membre, John Valentine Carruthers, guitariste qui a travaillé précédemment avec Clock DVA. Avec l'arrivée de Carruthers, le groupe prend un virage résolument plus pop/rock, faisant la part belle aux guitares éthérées et atmosphériques. Tinderbox est le premier des deux albums que Carruthers a enregistrés avec le groupe.
On retrouve sur This Unrest ce célèbre son de basse de Steven Severin avec effets Chorus et Flanger, trait commun entre plusieurs bassistes de groupes new wave comme Peter Hook de New Order et Simon Gallup de The Cure.
Le single Cities in Dust avec son refrain particulièrement accrocheur, permet au groupe de renouer avec l'urgence de leurs débuts.
En février 1986, le chanteur Dave Gahan du groupe Depeche Mode salue le deuxième single Candyman et le classe single de la quinzaine,:« Siouxsie fait un excellent usage de sa voix et c'est toujours passionnant. Elle chante avec un côté sexy - c'est ce que j'aime. [Candyman] est une très bonne chanson des Banshees. »
Tinderbox est cité en référence par plusieurs groupes. Il est un des cinq albums préférés de Jean-Benoît Dunckel de Air et aussi de Billy Howerdel du groupe A Perfect Circle pour qui c'est « un des disques les plus intenses que j'ai jamais entendus ». Brett Anderson de Suede a aussi mentionné son intérêt pour cet album,  tout comme Jenny Lee Lindberg du groupe Warpaint. Rachel Goswell de Slowdive déclare que « Tinderbox a été le premier album des Banshees que j'ai écouté et je suis tombé amoureuse de ce disque de tout mon cœur. Je ne pourrais pas compter le nombre de fois que j'ai écouté ce disque et chanté cette chanson 92° dans ma chambre rêvant d'être dans un groupe et que cela devienne ma vie ».
L'album est réédité à plusieurs reprises. Il a été remasterisé en 2009 et publié avec des bonus inédits. Le 16 octobre 2021, une édition limitée en vinyle de couleur bordeaux paraît à l'occasion du National Album Day et du 35e anniversaire de l'album.

## Liste des titres
1. Candyman
2. The Sweetest Chill
3. This Unrest
4. Cities in Dust
5. Cannons
6. Party's Fall
7. 92°
8. Land's End

## CD de 1986 titres en bonus
1. The Quarterdrawing of the Dog
2. An Execution
3. Lullaby
4. Umbrella
5. Cities in Dust (Extended Version)

## 2009 édition remasterisée liste des bonus inédits
1. Cities In Dust (Extended Version)
2. The Sweetest Chill (Chris Kimsey 12” - Unreleased Version)
3. Song from the Edge of the World (John Valentine Carruthers' Version - Unreleased Version)
4. Starcrossed Lovers (Unreleased Track)